# MS Serif
 MS Serif es una tipografía de mapa de bits distribuido en Microsoft Windows. Fue introducido en Windows 1.x como "Tms Rmn" (una abreviación de Times Roman), y desde Windows 3.1 ha sido renombrado como MS Serif (cuando "Helv" pasó a llamarse MS Sans Serif).